# 旧上田市立図書館
旧上田市立図書館（きゅううえだしりつとしょかん）は、長野県上田市にある建築物。1915年（大正4年）竣工であり、1993年（平成5年）には上田市指定有形文化財（建造物）に指定された。明治記念館、上田市立図書館、上田市役所分室、石井鶴三美術館、蚕都上田館など、時代ごとに様々な用途に使用された。

## 歴史

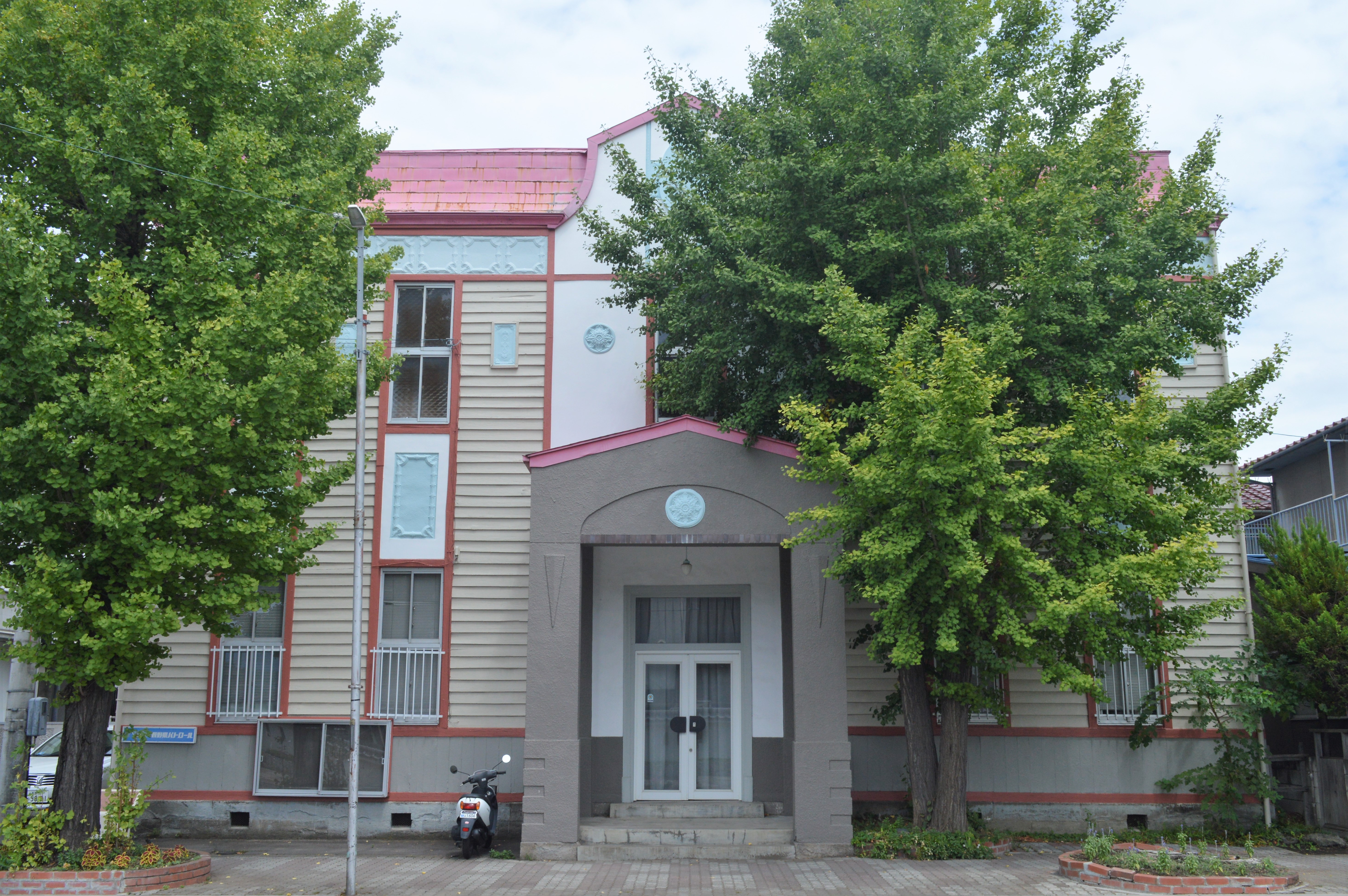
2018年の旧上田市立図書館

1913年（大正2年）から上田男子小学校（現・上田市立清明小学校）同窓会が市民に寄付を募り、1915年（大正4年）に明治記念館（めいじきねんかん）として竣工した。
当初から図書館としての使用が想定され、1923年（大正12年）に上田市に寄贈されると、そのまま上田市立図書館（うえだしりつとしょかん）の建物となった。
1970年（昭和45年）には上田市立図書館が上田市材木町の現在地に移転したため、隣接する上田市役所の分室として使用された。
1985年（昭和60年）には石井鶴三美術館（いしいつるぞうびじゅつかん）となり、46年間もの長期にわたって「上田彫塑講習会」の講師を務めた彫刻家・石井鶴三の個人美術館として使用された。1993年（平成5年）2月3日には上田市指定有形文化財（建造物）に指定されている。2008年（平成20年）には耐震面の問題などが理由で石井鶴三美術館がこの建物から去り、小県上田教育会会館に石井鶴三美術資料室が設置された。
2010年（平成22年）には交流施設の蚕都上田館（さんとうえだかん）が開館し、5年間で1万人以上の来場者を集めた。しかし耐震性への不安などから、蚕都上田館は2015年（平成27年）5月10日をもって閉館した。

## 建築
ドイツ風アール・ヌーヴォーの流れを汲んだ意匠が見られ、長野県を代表する大正期の近代建築とされる。